# Sérgio Roberto Correa
Sérgio Roberto Correa (Mogi das Cruzes - São Paulo, 27 de julho de 1941 - São Paulo, 4 de setembro de 1969) foi um militante da Ação Libertadora Nacional (ALN) no período da ditadura militar no Brasil,  regime instaurado em 1 de abril de 1964 e que durou até 15 de março de 1985.
Morreu em uma explosão de carro junto com Ishiro Nagami.

## Biografia
Sérgio Roberto Corrêa nasceu em Mogi das Cruzes, São Paulo. Os pais, Benedito Correa e Helena Correa , tiveram, além de Sérgio, mais dois filhos, Tom e Zé. Estudou durante o ginásio e o ensino médio no Instituto de Educação Dr. Washington Luís, em Mogi das Cruzes. Em meados de 1960, mudou-se para São Paulo, para cursar filosofia na Faculdade de Filosofia, Ciências e Letras da Universidade de São Paulo (USP).
Segundo os arquivos do  Departamento de Ordem Política e Social (DOPS), Sérgio tornou-se militante da Ação Libertadora Nacional, ALN, em 1968, para combater a ditadura militar brasileira. No movimento, ele era conhecido pelo pseudônimo de "Gilberto" e participava do GTA, Grupo Tático Armado. Apesar de nunca ter sido preso, Sérgio é citado por seus companheiros na participação de várias ações da ALN entre 1968 e 1969, entre elas: em dois atentados a bomba contra a residência do diretor do Parque da Aeronáutica, uma ação contra o Banco do Brasil e outro atentado a bomba contra a Companhia Brasileira de Investimentos.

## Morte
Na madrugada de 4 de setembro de 1969, Sérgio Roberto Corrêa e Ishiro Nagami morreram quando o Volkswagen azul em que estavam explodiu por causa de uma bomba que estava sendo transportada no veículo. Especula-se que os dois pretendiam um ataque ao edifício sede da Nestlé, localizado perto da Rua da Consolação, em São Paulo, onde aconteceu o acidente. A investigação sobre o caso acredita que o explosivo foi detonado antes do tempo previsto ou que, possivelmente, aconteceu devido ao balanço do carro.
Ishiro Nagami acabou sendo atirado na calçada, mas não morreu instantaneamente e foi logo identificado, pois a sua carteira de motorista não foi destruída com a explosão. Entretanto, levou algum tempo para que Sérgio fosse reconhecido como o segundo morto, pois o corpo da vítima havia sido desintegrado. Acreditava-se que havia sido uma mulher, por causa dos chumaços de cabelo. 
A documentação localizada pela CNV sugere a existência de indícios de que as forças de segurança procuravam por ele desde pelo menos junho de 1969, por atribuírem-lhe diversas ações armadas. Aimar Biu informou que, no final de 1968, Ishiro e Sérgio encontraram-se na residência de Hans Manz para participarem de um curso sobre explosivos.
O relatório do Inquérito Policial Militar (IPM) que foi apresentado pela Secretária de Segurança Pública de São Paulo registra outras acusações contra Sérgio. O inquérito, que havia sido instaurado no "escopo da apuração das atividades subversivo-terroristas da organização denominada Ação Libertadora Nacional", acusa-o de ser coautor do assalto à Agencia do Banco do Brasil no município de Utinga em julho de 1969.

### Corpo
O corpo de Sério Roberto Corrêa, após a explosão, não foi identificado. Por isso, acredita-se que tenha sido enterrado, no dia 19 de setembro de 1969, como indigente no Cemitério da Vila Formosa, em São Paulo. Os familiares de Sérgio não fizeram requerimento à Comissão Especial sobre Mortos e Desaparecidos (CEMDP).
Em 2010, equipes de buscas foram organizadas para encontrar os corpos de vítimas desaparecidas da época da ditadura militar no Brasil. Uma ossada, que supostamente seria a de Sérgio, foi localizada no Cemitério da Vila Formosa e exames seriam feitos para verificar a suspeita.

## Sentença
Apesar de ter morrido em 1969, no dia 21 de março de 1975, Sérgio Roberto Corrêa teve a sua sentença por ter participado de ações da ALN. Sérgio é condenado a três anos e quatro meses de reclusão, com pena acessória de suspensão dos direitos políticos por 10 anos.
Embora seu nome conste no livro organizado pela Comissão Especial sobre Mortos e Desaparecidos políticos (CEMDP), para seu caso, não foi apresentado requerimento por sua família. Seu nome consta no Dossiê ditadura: mortos e desaparecidos políticos no Brasil (1964 - 1985), organizado pela Comissão de familiares de Mortos e Desaparecidos Políticos.

## Homenagem
Em março de 2016, foi inaugurado no cemitério de Vila Formosa, em São Paulo, o jardim “Pra não dizer que não falei das flores”. O espaço criado pelo Serviço Funerário do Município de São Paulo (SFMSP) tem como objetivo homenagear Sergio Roberto Correa e Virgílio Gomes da Silva, além de outros desaparecidos políticos durante o regime militar. O local é marcante pois lá foram realizadas diversas buscas por esses indivíduos após o período da ditadura.